# Cas terminatiu
El cas terminatiu és un cas gramatical que indica el lloc o moment en què i quan quelcom acaba. En català pot traduir-se mitjançant la preposició "fins a". Els següents exemples són d'estonià. En aquesta llengua, el terminatiu s'indica amb el sufix '-ni'. Per exemple:
- jõeni: «fins al riu» / «tan lluny com el riu»
- kella kuueni: «fins a les sis en punt»

Aquest cas també existeix en hongarès.